# احمد خاتمی (استاد دانشگاه)
احمد خاتمی (زادهٔ ۱۳۳۵ در شهر ری) فرهنگ‌نویس، منتقد ادبی، مصحح نسخ تاریخی، پژوهشگر ادبیات فارسی در زمینه‌های تاریخ ادبیات فارسی و ادبیات مذهبی فارسی است. همچنین او رئیس دانشکدهٔ ادبیات و علوم انسانی دانشگاه شهید بهشتی، استاد تمام و عضو هیئت علمیِ گروه زبان و ادبیات فارسی، و مدیر قطب علمی «تاریخ ادبیات فارسی» در همان دانشکده است.
خاتمی در سال ۱۳۳۵ در شهر ری زاده شد. او تحصیلات خود را در رشتهٔ زبان و ادبیات فارسی در سه مقطع کارشناسی، کارشناسی ارشد، و دکترا به‌ترتیب در سه دانشگاه تهران، تربیت معلم، و تهران سپری کرد، و در نهایت در سال ۱۳۷۲ با درجهٔ دکترا فارغ‌التحصیل شد. خاتمی از سال ۱۳۷۱ به عضویت هیئت علمی دانشگاه شهید بهشتی در گروه ادبیات و زبان فارسی درآمد.
احمد خاتمی آثار متنوعی در قالب فرهنگ‌نامه‌ای در حوزه‌های تاریخی، مذهبی، و صرفاً ادبی بر بستر ادبیات فارسی روانهٔ بازار نشر کرده‌است؛ از آن میان می‌توان به «ف‍ره‍ن‍گ ع‍ل‍م ک‍لام: ش‍رح ل‍غ‍ات و اص‍طلاح‍ات و اع‍لام ع‍ل‍م ک‍لام»، «فرهنگ‌نامهٔ موضوعی قرآن کریم»، «فرهنگ‌نامهٔ موضوعی نهج‌البلاغه»، «فرهنگ برابرهای فارسی واژگان نهج‌البلاغه»، «دیوان موضوعی شعر فارسی»، و «آسمان‌های دگر: راهنمای پژوهش در مثنوی» اشاره کرد. زمینهٔ بعدی کار احمد خاتمی، تصحیح آثار تاریخی و انتشار راهنماهایی برای تشریح دشواری‌های آن متون است. تصحیح مثنوی مولوی، تصحیح منطق‌الطیر از عطار نیشابوری، تصحیح تاریخ جهانگشای جوینی، و تصحیح سفرنامهٔ دوم مظفرالدین شاه به فرنگ از آن دست است؛ در تکمیل تصحیح تاریخ جهانگشا، احمد خاتمی کتابی تحت عنوان «شرح مشکلات تاریخ جهانگشای جوینی» به‌عنوان راهنمای مواجهه با این اثر تاریخی نیز عرضه کرده‌است. کتاب «آسمان‌های دگر» که بالاتر ذکر آن به میان آمد، نیز، در واقع، راهنمای مثنوی معنوی است.
خاتمی بر آن است که بخش مهمی از میراث ادبیات فارسی در بافتار معنایی علم کلام نوشته شده‌است، و بدون درنظرگرفتن این ریشه‌های کلامی و تسلط به علم کلام، فهم ادبیات فارسی غیرممکن است. او معتقد است عرفان و فلسفه نیز دیگر زمینه‌هایی هستند که بخش‌هایی از ادبیات فارسی بر پایهٔ آن‌ها شکل گرفته‌است، بااین‌حال، علم کلام در ادبیات فارسی حضور بسیار پررنگ‌تری از دو حوزهٔ دیگر دارد. احمد خاتمی در زمینهٔ دوره‌بندی تاریخ ادبیات فارسی نیز آثاری منتشر کرده‌است، و نظراتی نیز به‌ویژه در خصوص دورهٔ بازگشت ادبی دارد. او نقطهٔ عطف دورهٔ بازگشت ادبی را نه شعر، که نثر آن دوره می‌داند. به باور احمد خاتمی، این نثرنویسان آن دوره بودند که زمینهٔ شکل‌گیری نثر ساده، روان، قابل فهم و به دور از عبارات متکلف را فراهم آوردند. او نقاط قوت دیگری نیز برای دورهٔ بازگشت برشمرده‌است که از آن بین می‌توان به گرایش به فرهنگ‌نویسی، توجه به دستورزبان‌نویسی، میل به داستان‌نویسی و توجه به مضامین سیاسی اجتماعی روز در دو-سه دههٔ پایانی دورهٔ بازگشت در ادبیات فارسی اشاره کرد.از آثار خاتمی که بر تاریخ ادبیات به‌ویژه سبک هندی و دورهٔ بازگشت ادبی متمرکز هستند، به دورهٔ دو جلدی «ت‍اری‍خ ادب‍ی‍ات ای‍ران در دورهٔ ب‍ازگ‍ش‍ت ادب‍ی: از س‍ق‍وط ص‍ف‍وی‍ه ت‍ا اس‍ت‍ق‍رار م‍ش‍روطه»، «پ‍ژوه‍ش‍ی در ن‍ث‍ر و ن‍ظم دوره ب‍ازگ‍ش‍ت ادب‍ی»، و «دوره بازگشت و سبک هندی» باید اشاره کرد. نقد ادبی از زمینه‌های دیگر فعالیت احمد خاتمی‌است. از وی اثری نیز به نام «درس‌گفتارهای نقد ادبی» منتشر شده‌است. به باور خاتمی، تبعیت محققین معاصر ایرانی در کاربست نظریه‌های ادبی غربی در ادبیات فارسی مهم‌ترین مؤلفهٔ آسیب‌زا برای دانش مطالعات ادبیات فارسی معاصر است. او معتقد است مبنای ادبیات فارسی با مبنای ادبیات غرب متفاوت است، و در دنیای غرب نظریه‌ها بر اساس نیازهای خودشان تدوین می‌شوند و تناسبی با ابعاد ادبیات فارسی ندارند.
احمد خاتمی در زمینهٔ داوری جوایز مرتبط با حوزهٔ تخصصی خود نیز فعالیت‌هایی داشته‌است. در سال ۱۳۸۷، وی به‌عنوان یکی از داوران بخش متون قدیم در دورهٔ بیست-و-ششم جایزهٔ کتاب سال حضور داشت، و برای چند دوره رئیس گروه «زبان و ادبیات» در شورای علمی جشنوارهٔ فارابی بوده‌است.

## زندگی
احمد خاتمی در سال ۱۳۳۵ هجری شمسی در شهر ری به دنیا آمد. پدر او محمدرضا خاتمی بروجردی از فقیهان اصولی معاصر بود، و مادرش نیز به خانوادهٔ طباطبایی بروجردی منتسب است. خاتمی ابتدا تحصیلات آکادمیک خود را در رشتهٔ مهندسی برق آغازید، اما به‌دلیل علایقی که به علوم انسانی داشت، پس از وقوع انقلاب تحصیل در رشتهٔ برق را رها کرد، و در رشتهٔ ادبیات فارسی دانشگاه تهران پذیرفته شد، و تحصیل در این رشته را آغاز کرد. احمد خاتمی فضای خانوادگی خود را علت این تغییر رشته و تمایل به علوم انسانی دانسته‌است.
احمد خاتمی تحصیلات آکادمیک خود را در مقطع کارشناسی از دانشگاه تهران در رشتهٔ زبان و ادبیات فارسی آغازید، و در سال ۱۳۶۵ از آن دانشگاه فارغ‌التحصیل شد. او تحصیلات خود را در همان رشته در مقطع کارشناسی ارشد در دانشگاه تربیت معلم ادامه داد، و در سال ۱۳۶۸ مقطع مذکور را به پایان رساند. خاتمی برای تکمیل تحصیلات خود در مقطع دکترا به دانشگاه تهران بازگشت، و در سال ۱۳۷۲ موفق به اخذ درجهٔ علمی دکترا شد. او فعالیت آموزشی خود را در سال ۱۳۶۵ با تدریس در دانشگاه آزاد اسلامی شروع کرد، و در سال ۱۳۷۱ به عضویت هیئت علمی گروه زبان و ادبیات فارسی در دانشگاه شهید بهشتی درآمد.
احمد خاتمی برای چند دوره رئیس دانشکدهٔ ادبیات و علوم انسانی دانشگاه شهید بهشتی بوده‌است. وی علاوهٔ بر عضویت در هیئت علمیِ گروه زبان و ادبیات فارسی به‌عنوان استاد تمام، مدیر قطب علمی «تاریخ ادبیات فارسی» در همان دانشکده نیز است.

## آثار
از احمد خاتمی، آثار متعددی در زمینه‌های گوناگون مرتبط با ادبیات فارسی منتشر شده‌است. در یک بخش‌بندی کلی، آثار خاتمی را می‌توان در سه دستهٔ اصلی گنجاند: دستهٔ نخست، آثار مرتبط با مذهب و ادبیات فارسی است؛ دستهٔ دوم به تاریخ ادب فارسی می‌پردازد؛ و دستهٔ سوم به مطالعات ادبی، اعم از تصحیح و مقابلهٔ آثار ادب فارسی، اختصاص دارد.
مطالعات مرتبط با مذهب در پهنهٔ ادب فارسی شامل چند فرهنگ‌نامه، آثاری در زمینهٔ ارتباط علم کلام با ادب فارسی، و تألیفاتی در زمینهٔ نهج‌البلاغه است. ف‍ره‍ن‍گ ع‍ل‍م ک‍لام: ش‍رح ل‍غ‍ات و اص‍طلاح‍ات و اع‍لام ع‍ل‍م ک‍لام، اثری با قالب فرهنگ‌نامه‌ای است که در سال ۱۳۷۰ به قلم احمد خاتمی تحریر شد. فرهنگ‌نامهٔ موضوعی قرآن کریم اثر فرهنگ‌نامه‌ای دیگری در سه مجلد از احمد خاتمی‌است که در آن سوره‌ها و آینه‌های قرآن بر پایهٔ موضوع به ترتیب الفبا طبقه‌بندی شده‌اند. فرهنگ‌نامهٔ موضوعی قرآن کریم نخستین بار در سال ۱۳۸۳ توسط دفتر نشر فرهنگ اسلامی منتشر شد. دو سال پیش از انتشار کتاب پیش‌گفته، فرهنگ‌نامهٔ دیگری به نام فرهنگ‌نامهٔ موضوعی نهج‌البلاغه در سال ۱۳۸۱ از احمد خاتمی منتشر شده بود. فرهنگ‌نامهٔ موضوعی نهج‌البلاغه نیز اثری با ساختار فرهنگ‌نامه‌های الفبایی‌است که در آن محتوای نهج‌البلاغه بر پایهٔ موضوع مرتب شده‌است. این فرهنگ‌نامهٔ تک‌جلدی توسط انتشارات سروش منتشر شده‌است. در ادامهٔ فرهنگ‌نامهٔ موضوعی نهج‌البلاغه، اثر دیگری نیز با ساختار فرهنگ‌نامه‌ای زیر عنوان فرهنگ برابرهای فارسی واژگان نهج‌البلاغه از احمد خاتمی منتشر شده‌است. اثر مذکور در سال ۱۳۹۰ از سوی «بنیاد نهج‌البلاغه» نشر و عرضه شد. احمد خاتمی، فرهنگ برابرهای فارسی واژگان نهج‌البلاغه را از طریق مقایسه و مقابلهٔ پانزده ترجمهٔ فارسی نهج‌البلاغه، از قرن پنجم هجری قمری تا به امروز، و با هدف یافتن معادل‌های فارسی که مترجمان طی چند سده در ترجمه‌های خود به‌دست داده‌اند، به‌منظور دریافت سیر تطور «ترجمه» در زبان فارسی، به رشتهٔ تحریر درآورد. اثر دیگرِ احمد خاتمی که می‌توان را در دستهٔ آثار مذهبی وی طبقه‌بندی کرد، کتاب «منشور حکمت و حکومت: سیری در نامهٔ امام علی (ع) به مالک اشتر» است. نگارش این اثر بخشی از تلاش «بنیاد نهج‌البلاغه» به‌منظور ثبت عهدنامه مالک اشتر در سازمان یونسکو بود که نهایتاً در سال ۱۳۸۸ توسط آن بنیاد منتشر و با پی‌گیری‌های بنیاد مذکور به چند زبان زندهٔ دنیا ترجمه شد.
چنان‌که گفته شد، دستهٔ دوم آثار احمد خاتمی، آثار مرتبط با تاریخ ادب فارسی است، که خود می‌توان به تصحیح و تشریح دشواری‌های متون تاریخی، و نیز تدوین تواریخ ادبیات ادوار ادب فارسی تقسیم شود. از دستهٔ نخست آثار تاریخی خاتمی می‌توان به تصحیح تاریخ جهانگشای جوینی و شرح مشکلات آن ذیل کتابی با عنوان «شرح مشکلات تاریخ جهانگشای جوینی» اشاره کرد. کتاب مذکور پس از انتشار در سطح وسیعی در محافل دانشگاهی به‌عنوان کتابی کمک آموزشی مورد استقبال قرار گرفت. رضا انزابی‌نژاد و سید محمد دشتی نیز نقدهایی بر این اثر نوشته‌اند. اثر تاریخی دیگری که به‌دست احمد خاتمی تصحیح و منتشر شد، «سفرنامهٔ دوم مظفرالدین‌شاه به فرنگ» نام دارد. این اثر نخستین بار در سال ۱۳۲۰ هجری قمری تحت عنوان «دومین سفرنامهٔ مظفرالدین‌شاه به فرنگ» یا «سفرنامهٔ مبارک شاهنشاهی» به‌دست میرزا ابراهیم‌خان عکاس‌باشی تدوین و در صد نسخه منتشر شد. صد سال پس از آن، در سال ۱۳۸۷ هجری شمسی، احمد خاتمی این متن را تصحیح و روانهٔ بازار نشر کرد. خاتمی اهمیت این اثر از چشم‌انداز ادبی را به این دلیل می‌داند که از میانهٔ دورهٔ قاجار سبک ادب فارسی به‌سمت ساده‌نویسی متحول شده‌است، در نتیجه بررسی این اثر به‌عنوانی اثری که در دورهٔ تحول نثر فارسی تحریر شده، حائز اهمیت است. از احمد خاتمی، آثاری در تاریخ و دوره‌بندی ادب فارسی نیز منتشر شده‌است که عمدتاً بر سبک هندی و دورهٔ بازگشت ادبی تمرکز دارند. این آن جمله می‌توان به دورهٔ دو جلدی «ت‍اری‍خ ادب‍ی‍ات ای‍ران در دورهٔ ب‍ازگ‍ش‍ت ادب‍ی: از س‍ق‍وط ص‍ف‍وی‍ه ت‍ا اس‍ت‍ق‍رار م‍ش‍روطه» (منتشرشده در سال ۱۳۷۳)، «پ‍ژوه‍ش‍ی در ن‍ث‍ر و ن‍ظم دوره ب‍ازگ‍ش‍ت ادب‍ی» (منتشرشده در سال ۱۳۷۴)، و «دوره بازگشت و سبک هندی» (منتشرشده در سال ۱۳۸۵) اشاره کرد. از احمد خاتمی، اثر دیگری نیز با عنوان «فارسی عمومی» منتشر شده‌است. این اثر در چارچوب کتاب درسی دانشگاهی و به‌منظور ارائهٔ دوره‌بندی ادب فارسی تدوین شده‌است.
دستهٔ سوم از آثار خاتمی مشخصاً در زمینهٔ ادبیات فارسی است، و از جملهٔ مهمترین آن‌ها می‌توان به «دیوان موضوعی شعر فارسی» اشاره کرد. اثر مذکور دوره‌ای بیست-و-دو-جلدی است که در آن شعر فارسی —در گسترهٔ هزارسالهٔ آن— بر پایهٔ مضامین طبقه‌بندی موضوعی شده‌است. دیوان مذکور به ترتیب الفبایی و در قالب موضوعی، به طبقه‌بندی مضامین مستتر در دیوان یک‌صد شاعر تأثیرگذار در ادب فارسی، در گستره‌ای زمانی که با رودکی آغاز و با شهریار پایان می‌یابد، پرداخته شده‌است. از خاتمی، آثاری نیز در زمینهٔ مثنوی‌پژوهی منتشر شده‌است. «آسمان‌های دگر: راهنمای پژوهش در مثنوی» اثری از این دست است. اثر مذکور که در سال ۱۳۹۰ به‌وسیلهٔ مرکز نشر دانشگاهی به بازار نشر عرضه شد، در واقع شکلی از بازآرایی موضوعی ابیات و موضوعات مندرج در مثنوی مولوی در قالب فرهنگ‌نامه‌ای است، که خاتمی در آن طی ۷۰۰ مدخل مثنوی را موضوع‌بندی کرده‌است. در این مداخل، ابیات مثنوی به تفکیک موضوعات فقهی، کلامی و فلسفی دسته‌بندی شده‌اند. آسمان‌های دگر، در واقع، راهنمایی برای تسهیل کاوش پژوهشگران در مثنوی مولوی است. خاتمی، در ادامهٔ پژوهش‌های خود در زمینهٔ مثنوی‌پژوهی، به تصحیحِ خودِ مثنوی مولوی پرداخت. خاتمی بیان داشته‌است که در این تصحیح، ویرایشی دقیق و فنی از مثنوی به‌دست داده‌است، و ضمن برطرف‌کردن اشکال‌ها و غلط‌ها موجود در نسخهٔ نیکلسون، امکاناتی را برای پژوهش محققان فراهم آورده‌است. افزون بر تصحیح مثنوی معنوی، خاتمی نسخه‌ای خطی از منطق‌الطیر را با نسخه‌های چاپی مقابله و تصحیحی از اثر مذکور نیز منتشر کرده‌است.

## آراء

### ادبیات فارسی و علم کلام
احمد خاتمی بر آن است که —فارغ از ارزش‌گذاری— بخش مهمی از میراث ادبیات فارسی در بافتار معنایی علم کلام نوشته شده‌است، و بدون درنظرگرفتن این ریشه‌های کلامی و تسلط به علم کلام، فهم ادبیات فارسی غیرممکن است. خاتمی معتقد است عرفان و فلسفه نیز دیگر زمینه‌هایی هستند که بخش‌هایی از ادبیات فارسی بر شالودهٔ آن‌ها شکل گرفته‌است، بااین‌حال، علم کلام در ادبیات فارسی حضور بسیار پررنگ‌تری از دو حوزهٔ دیگر دارد. خاتمی بر آن است که رگه‌هایی از تأثیرات فلسفه بر ادب فارسی را در قرن چهارم و پنجم هجری قمری می‌توان مشاهده کرد، اما از قرن ششم به بعد، کلاً ردپای فلسفهٔ در ادب فارسی دیده نمی‌شود، و این امر به‌دلیل چیرگی متکلمین، به‌ویژه کلام اشعری، است. خاتمی حتی آثار عرفانی ادب فارسی را نیز تأثیرپذیرفته از علم کلام اسلامی می‌داند. برای نمونه، او مثنوی مولوی و آثار عطار را محصول تفکر اشعری می‌داند، و سنایی را نیز، بر خلاف برخی دیدگاه‌ها که می‌کوشند وی را به تشیع منتسب کنند، دارای رگه‌های اشعری می‌داند. خاتمی معتقد است در تحلیل نهایی، برجسته‌ترین آثار ادب فارسی، نه متأثر از فلسفه یا عرفان محض، که تأثیرگرفته از کلام بوده‌اند. خاتمی رشد ادبیات کلامی فارسی را در ادامهٔ رشد ادبیات عرفانی از قرن ششم به بعد می‌بیند. او معتقد است رشد ادبیات عرفانی بدون به‌کارگیری دستگاه معنایی علم کلام ممکن نمی‌شد. در نتیجه با رشد ادبیات عرفانی ما شاهد رشد مضامین کلامی در ادب فارسی هستیم. به بیانی دیگر، خاتمی رشد ادب فارسی را محصول رشد تفکرات عرفانی، و رشد تفکرات عرفانی را محصول رشد علم کلام می‌داند.

### دورهٔ بازگشت ادبی
خاتمی، به‌مانند دیگر پژوهشگران ادبیات فارسی، شعر دورهٔ بازگشت را تقلیدی و حتی ناموفق در تقلید می‌داند، اما دربارهٔ نثر آن دوره نظر دیگری دارد. وی معتقد است در دورهٔ بازگشت است که یکی از نقاط عطف تحول در نثر فارسی شکل گرفته‌است. خاتمی نقطهٔ قوت دورهٔ بازگشت را نثر (و نه شعر) آن دوره می‌داند. وی بر آن است که این نثرنویسان آن دوره بودند که زمینهٔ شکل‌گیری نثر ساده، روان، قابل فهم و به دور از عبارات متکلف را فراهم آوردند. خاتمی نقطهٔ قوت دیگر دورهٔ بازگشت را احیاء شور و شوق عرفانی در ادبیات فارسی طی این دوره می‌داند. او نقاط قوت دیگری نیز برای دورهٔ بازگشت برشمرده‌است که از آن بین می‌توان به گرایش به فرهنگ‌نویسی، توجه به دستورزبان‌نویسی، میل به داستان‌نویسی و توجه به مضامین سیاسی اجتماعی روز در دو-سه دههٔ پایانی دورهٔ بازگشت در ادبیات فارسی اشاره کرد.

### نظریه‌های ادبی غربی و ادب فارسی
احمد خاتمی تبعیت چشم‌وگوش‌بستهٔ محققین معاصر در کاربست نظریه‌های ادبی غربی در ادبیات فارسی را مهم‌ترین آسیب دانش ادبیات معاصر فارسی می‌داند. به باور خاتمی، مبنای ادبیات فارسی با مبنای ادبیات غرب متفاوت است، و در دنیای غرب نظریه‌ها بر اساس نیازهای خودشان تدوین می‌شوند و تناسبی با ابعاد ادبیات فارسی ندارند. خاتمی اظهار داشته‌است که این امر برای ادبیات فارسی آسیب‌زاست که روش قدما را یکسره کنار گذاشته‌ایم و هیچ از آن نمی‌دانیم، با فلسفهٔ غرب و نگرش‌های ادبای غربی نیز آشنا نیستیم، با این حال، نظریه‌های غربی را بدون تناسب‌سنجی به کار می‌بندیم. خاتمی فقدان «روش تحقیق» در نگارش تاریخ ادبیات فارسی را یکی از چالش‌های دانش ادبیات فارسی معاصر می‌داند. او معتقد است روش تحقیق مذکور باید با تکیه بر شیوهٔ سنتی نگارش تاریخ ادبیات فارسی باشد، و در ضمن توجهی به روش مورخان تاریخ ادبیات غربی نیز داشته باشد.

## فعالیت‌ها و دستاوردها
احمد خاتمی فعالیت‌های بیرونی متنوعی نیز در حوزه‌هایی مرتبط با تخصص علمی خود داشته‌است. در سال ۱۳۸۷، وی به‌عنوان یکی از داوران بخش متون قدیم در دورهٔ بیست-و-ششم جایزهٔ کتاب سال حضور داشت، و برای چند دوره رئیس گروه «زبان و ادبیات» در شورای علمی جشنوارهٔ فارابی بوده‌است. نیز از احمد خاتمی در سال ۱۳۹۰ و ۱۳۹۱ با عنوان استاد نمونه و پژوهشگر برتر کشوری تقدیر شد. همچنین کتاب «درس‌گفتارهای نقد ادبی»، نوشتهٔ احمد خاتمی، در شانزدهمین دورهٔ «جشنوارهٔ قلم زرین» که هرساله به‌وسیلهٔ انجمن قلم ایران برگزار می‌شود، به‌عنوان یکی از برندگان بخش «نقد و پژوهش ادبی» برگزیده شد.